# Matadi flygplats
Matadi flygplats är en statlig flygplats i staden Matadi i Kongo-Kinshasa. Den ligger i provinsen Kongo-Central, i den västra delen av landet, 260 km sydväst om huvudstaden Kinshasa. Matadi flygplats ligger 340 meter över havet. IATA-koden är MAT och ICAO-koden FZAM. Matadi flygplats hade 2 218 starter och landningar, samtliga inrikes, med totalt 7 394 passagerare, 22 ton inkommande frakt och 13 ton utgående frakt 2015.